# Far Ultraviolet Spectroscopic Explorer
Das Far Ultraviolet Spectroscopic Explorer (FUSE) ist ein Weltraumteleskop für Ultraviolettastronomie.
FUSE war ein Satellitenprojekt der NASA unter Leitung der Johns Hopkins University, in Zusammenarbeit mit anderen US-amerikanischen Instituten und den französischen und kanadischen Raumfahrtagenturen. FUSE wurde am 24. Juni 1999 mit einer Delta-II-7320-Rakete gestartet. Die Mission wurde am 18. Oktober 2007 beendet, nachdem FUSE seit dem 12. Juli 2007 durch den Ausfall des letzten von vier der Gyroskopen ohne Lageregelung nicht mehr auf seine astronomischen Zielobjekte ausgerichtet werden konnte. FUSE war für hochauflösende Spektroskopie im fernen Ultraviolett bei Wellenlängen von 90 bis 119 nm gebaut. Ein ähnliches, aber wesentlich weniger empfindliches Vorgängerprojekt war OAO-3 (Copernicus).
Zu den Zielen von FUSE gehörte die Bestimmung des Verhältnisses von Deuterium und Wasserstoff in vielen verschiedenartigen Bereichen der Milchstraße. Beide Elemente entstehen im Urknall in einem von kosmologischen Modellen vorausgesagten Verhältnis, das sich später durch kernphysikalische Prozesse in Sternen ändert. Außerdem untersucht FUSE hoch ionisiertes Gas im interstellaren Medium unserer Milchstraße und den Magellanschen Wolken und das intergalaktische Medium. Weitere Beobachtungen beschäftigen sich z. B. mit Sternen, aktiven galaktischen Kernen und mit molekularem Wasserstoff in verschiedenen astronomischen Objekten.
Mit Daten von FUSE konnte im Jahr 2012 in einem Weißen Zwerg eine hohe Konzentration von Krypton und Xenon gefunden werden. Deshalb nehmen die Astronomen an, dass die Edelgase in ihm im Laufe der Sternenentwicklung entstanden sind.